# Fada Santoro
Mafalda Basílio Monteiro dos Santos (29 de agosto de 1924 – 15 de diciembre de 2024) fue una actriz brasileña, activa en la era clásica del país.

## Vida y carrera
Santoro nació en Río de Janeiro el 29 de agosto de 1924. Comenzó su carrera muy joven, trabajando como bailarina en la Alda Garrido Company y, más tarde, como crooner en casinos en la década de 1940.
Su debut como actriz en el cine fue a finales de los años 30 en la película O Samba da Vida, habiendo hecho varias apariciones hasta consagrarse en 1949 en la película A Escrava Isaura, iniciando la fama cinematográfica de la pareja junto al actor Cyll Farney. Más tarde protagonizaron Pecado de Nina y Tocaia, ambas de 1951. Debido a su fama en el cine brasileño, fue invitada a participar en las películas argentinas La delatora (1955) y África ríe (1956).
Se retiró de la actuación a finales de la década de 1950, cuando se casó y se dedicó a la familia.
Santoro falleció en Río de Janeiro el 15 de diciembre de 2024, a la edad de cien años.

## Filmografía
- 1957, O Boca de Ouro [8]
- 1957, O Capanga Angela[9]
- 1956, África ríe  Gloria
- 1955, La delatora  Celina Rodriguez[10]
- 1954, Detective
- 1954, Nem Sansão Nem Dalila Miriam
- 1953, Neddle in the Haystack  Mariana
- 1952, Forca Do Amor [11]
- 1951, Tocaia [12]
- 1951, Milagre de Amor  Teresa[13]
- 1950, O Pecado de Nina  Nina
- 1949, Pra La de Bora
- 1949, A Escrava Isaura  Isaura
- 1945, Pif-Paf
- 1944, Romance Poribido
- 1944, Berlin to the Samba Beat [14]
- 1938, Maridinho de Luxo
- 1937, Samba da Vida [15]